# Aland (Altmark)
Aland ist eine Gemeinde der Verbandsgemeinde Seehausen (Altmark) im Landkreis Stendal in Sachsen-Anhalt.

## Geographie
Die Gemeinde liegt im äußersten Norden von Sachsen-Anhalt und ihr Sitz in Krüden befindet sich fünf Kilometer nordwestlich vom Sitz der Verbandsgemeinde in der Hansestadt Seehausen (Altmark). Im Norden grenzt das Gemeindegebiet an die Elbe und die dort verlaufende Landesgrenze zu Brandenburg mit den jenseits gelegenen Orten Jagel, Cumlosen und Wittenberge. Im Osten sind Geestgottberg, Beuster und die Hansestadt Seehausen, im Süden Lindenberg, Jeggel, Groß Garz, Deutsch, Drösede und Bömenzien die Nachbarorte. Im Westen grenzt das Gebiet an Schnackenburg in Niedersachsen.

### Gemeindegliederung
Zur Gemeinde Aland gehören sieben Ortsteile mit Wohnplätzen:
- Aulosen
- Krüden
  - Am Waldrand
  - Gerichsee
  - Groß Holzhausen
  - Voßhof
  - Wilhelminenhof

- Pollitz
  - Kahlenberge
  - Ziegelei
- Scharpenhufe
  - Wüstung Ganseburg
  - Nattewisch
- Vielbaum

- Wahrenberg
- Wanzer
  - Klein Wanzer

Folgende Siedlungen und Wüstungen (ohne amtlichen Namen) befinden sich auf dem Gemeindegebiet:
- Braves Land
- Stresow

## Geschichte
Am 1. Januar 2010 wurde die neue Gemeinde Aland aus den ehemals selbständigen Gemeinden Aulosen, Krüden, Pollitz und Wanzer gebildet. Sie wurde nach dem Aland, einem Nebenfluss der Elbe benannt. Am 1. September 2010 wurde die Gemeinde Wahrenberg per Gesetz nach Aland eingemeindet.

## Gemeinderat
Die Gemeinderatswahl am 26. Mai 2019 ergab folgendes Ergebnis:
- zehn Sitze Freie Wählergemeinschaft Aland
- ein Sitz CDU
- ein Sitz Einzelbewerber

Drei der 12 Gemeinderäte sind Frauen.

## Sehenswürdigkeiten

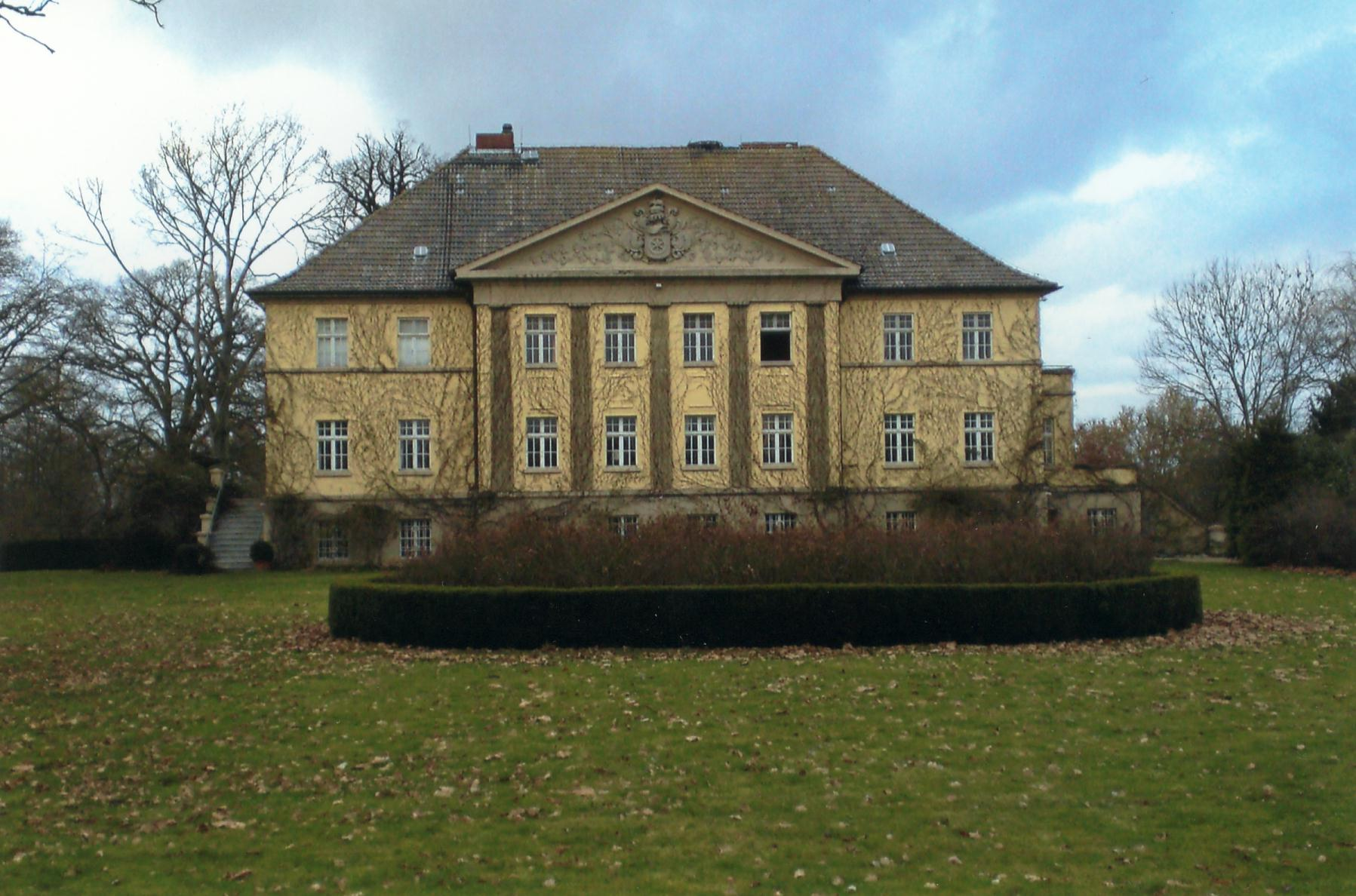
Gutshaus Scharpenhufe, Herrenhaus der Familie von Jagow

Zwischen Aulosen und der niedersächsischen Grenze liegt das zu DDR-Zeiten geschleifte Dorf Stresow. Hier befindet sich heute eine Grenz-Gedenkstätte.

## Religionen
Die Volkszählung in Deutschland 2022 zeigte, dass von den 1313 Einwohnern der Gemeinde Aland rund 24,5 % der evangelischen und rund 3 % der katholischen Kirche angehörten.

## Persönlichkeiten
- Ferdinand von Voß-Buch (* 1788 in Vielbaum; † 1871 in Berlin), preußischer General der Infanterie